# Gran Premi de Morbihan 2024
El Gran Premi de Morbihan 2024va ser la 47a edició del Gran Premi de Morbihan. La cursa es disputà el 4 de maig de 2024 sobre un recorregut de 196,4 km amb sortida a Josselin i arribada a Plumelec. La cursa formava part de l'UCI ProSeries amb una categoria 1.Pro.
El vencedor final fou el francès Benoît Cosnefroy (Decathlon-AG2R La Mondiale), que s'imposà a l'esprint a Axel Zingle (Cofidis) i Arnaud De Lie (Lotto Dstny), segon i tercer respectivament.

## Equips
L'organització convidà a 17 equips a prendre part en aquesta edició del Gran Premi de Morbihan, cinc de categoria WorldTeam, vuit ProTeams i quatre equips continentals.
| WorldTeams (5)- Arkéa-B&B Hotels - Cofidis - Groupama-FDJ - Decathlon-AG2R La Mondiale - Team dsm-firmenich PostNL ProTeams (8)- Equipo Kern Pharma - Caja Rural-Seguros RGA - TotalEnergies - Euskaltel-Euskadi - Bingoal WB - Uno-X Mobility - Q36.5 Pro Cycling Team - Lotto Dstny Equips continentals (4)- Nice Métropole Côte d'Azur - Van Rysel-Roubaix - CIC U Nantes Atlantique - Saint Michel-Mavic-Auber 93 |
| |

## Classificació final
| \| Classificació general \| Classificació general \| Classificació general \| Classificació general \| Classificació general \| \| Corredor \| Corredor \| Equip \| Temps \| \| \| --------------------- \| --------------------- \| -------------------------- \| --------------------- \| --------------------- \| \| 1r \| Benoît Cosnefroy \| Decathlon-AG2R La Mondiale \| 4h 51' 20" \| \| \| 2n \| Axel Zingle \| Cofidis \| + 0" \| \| \| 3r \| Arnaud De Lie \| Lotto Dstny \| + 0" \| \| \| 4t \| Clément Venturini \| Arkéa-B&B Hotels \| + 0" \| \| \| 5è \| Fredrik Dversnes \| Uno-X Mobility \| + 0" \| \| \| 6è \| Luca Van Boven \| Bingoal WB \| + 0" \| \| \| 7è \| Vincenzo Albanese \| Arkéa-B&B Hotels \| + 0" \| \| \| 8è \| Odd Christian Eiking \| Uno-X Mobility \| + 0" \| \| \| 9è \| Xabier Berasategi \| Euskaltel-Euskadi \| + 0" \| \| \| 10è \| David González López \| Caja Rural-Seguros RGA \| + 0" \| \| |                      |                            |            |
| |                      |                            |            |
| Font: ProCyclingStats |                      |                            |            |
| Classificació general |                      |                            |            |
| Corredor | Corredor             | Equip                      | Temps      |
| 1r | Benoît Cosnefroy     | Decathlon-AG2R La Mondiale | 4h 51' 20" |
| 2n | Axel Zingle          | Cofidis                    | + 0"       |
| 3r | Arnaud De Lie        | Lotto Dstny                | + 0"       |
| 4t | Clément Venturini    | Arkéa-B&B Hotels           | + 0"       |
| 5è | Fredrik Dversnes     | Uno-X Mobility             | + 0"       |
| 6è | Luca Van Boven       | Bingoal WB                 | + 0"       |
| 7è | Vincenzo Albanese    | Arkéa-B&B Hotels           | + 0"       |
| 8è | Odd Christian Eiking | Uno-X Mobility             | + 0"       |
| 9è | Xabier Berasategi    | Euskaltel-Euskadi          | + 0"       |
| 10è | David González López | Caja Rural-Seguros RGA     | + 0"       |